# إدي أوهارا (لاعب كرة قدم)
إدي أوهارا (بالإنجليزية: Eddie O'Hara) (22 فبراير 1927 في جمهورية أيرلندا - 8 مارس 1987) هو لاعب كرة قدم أيرلندي في مركز جناح ‏. لعب مع برمنغهام سيتي ونادي دوندالك ونادي سليغو روفرز ونادي هيرفورد ونادي درومكوندرا ‏ ونادي ليمنجتون.